# The Quarrymen
The Quarrymen - soms gespeld als The Quarry Men - is een Britse popgroep die in 1956 werd opgericht door John Lennon. In juli 1957 trad Paul McCartney tot de groep toe en tegen het einde van datzelfde jaar maakte ook George Harrison deel uit van de bezetting, waarmee de basis voor The Beatles was gelegd.

## Naamgeving
In 1952 werden Lennon en Pete Shotton leerling van de Quarry Bank High School, een in 1922 gesticht klein gymnasium in de wijk Allerton in Liverpool.
Vanwege de naam van de school noemde de groep zich Quarrymen.

## Geschiedenis
Behalve Lennon bestonden de aanvankelijke bandleden uit Pete Shotton (wasbord), Eric Griffiths (gitaar), Bill Smith (bas) en Rod Davis (banjo), en de drummers Len Garry en Colin Hanson. In de muziekstijl van de door Lonnie Donegan populair gemaakte skifflemuziek en rock 'n' roll van onder meer Buddy Holly en met een haardracht naar het voorbeeld van Elvis Presley vonden de eerste optredens plaats op buurtfeesten. In de eerste maanden werd onregelmatig gerepeteerd en wisselde de bezetting voortdurend.
In Lennons vriendenkring bevond zich een jongen die een andere school, het Liverpool Institute, doorliep. Deze Ivan Vaughan nam af en toe iemand mee om kennis met Lennon te maken: 'Ik was altijd heel erg kieskeurig als het erom ging mensen met John in contact te brengen.'
Op 6 juli 1957 trad The Quarrymen op ter gelegenheid van het kerkfeest van de Woolton Parochiekerk en Ivan had zijn schoolvriend Paul McCartney meegenomen om Lennon te ontmoeten. De eerste boeken over The Beatles dateren de ontmoeting ruim een jaar eerder, op 15 juni 1956.
In deze bezetting namen ze in 1958 in de amateur-studio van Percy Phillips hun eerste twee songs op: That'll Be the Day en In Spite of All the Danger. Hierna werd de naam van de groep gewijzigd in The Silver Beetles en weer later in The Beatles. In 1959 werd de band uitgebreid met Pete Best (drums) en Stuart Sutcliffe (bas).
In 2008, exact 50 jaar na hun eerste single, namen The Quarrymen in de huidige bezetting - met onder anderen het originele bandlid Rod Davis - een tweede single op: Never Stop Rockin' Rollin'.
In 2024 overleed John Lowe (81).